# Mosty (województwo lubuskie)
Mosty (niem. Wendisch Musta, 1936-45 Birkfähre) – dawna wieś-uroczysko w Polsce, w województwie lubuskim, w powiecie żarskim, w gminie Przewóz.
Leżała nad  Nysą Łużycką, na zachód od Potoku.
Spalone 20 lutego 1945 przez Wehrmacht w czasie ewakuacji przed nadejściem Armii Czerwonej.

## Historia
Po II wojnie światowej Mosty znalazły się na terenie tzw. Ziem Odzyskanych (tzw. II okręg administracyjny – Dolny Śląsk), gdzie utworzyły gromadę w gminie Przewóz. 28 czerwca 1946 gmina – jako jednostka administracyjna powiatu żarskiego – weszła w skład nowo utworzonego woj. wrocławskiego. 6 lipca 1950 wraz z całym powiatem żarskim weszły w skład nowo utworzonego woj. zielonogórskiego.
W 1954 roku Mosty weszły w skład gromady Piotrów, a po jej zniesieniu 1 stycznia 1958 – gromady Przewóz, gdzie przetrwały do kolejnej reformy administracyjnej w 1972 roku.
W latach 1975–1998 miejscowość należała administracyjnie do województwa zielonogórskiego.